# Pommard
Pommard ist eine französische Gemeinde und ein Weinort mit 444 Einwohnern (Stand 1. Januar 2022) in der Region Bourgogne-Franche-Comté, im Département Côte-d’Or. Pommard liegt circa 20 Kilometer südlich von Dijon am Fluss Vandène und grenzt im Süden an Volnay sowie nordöstlich an Beaune. Pommard ist Teil der Côte de Beaune. Die Einwohner werden Pommardois genannt.

## Geschichte
Pommard reicht bis in die Antike zurück. Man sagt, der Name komme von Pomona, der Göttin der Früchte und Gärten, die von den ersten Bewohnern verehrt wurde. Spuren der Antike, vor allem zahlreiche kaiserliche Münzen aus der Zeit von Nero bis Valentinian I., geben ein Zeugnis von der Besiedlung dieser Gegend während der römischen Herrschaft.
Im 13. Jahrhundert gehörte Pommard Alix de Vergy, Ehefrau des Odo III., Herzog von Burgund. In den Jahren 1224 und 1240 schenkt sie die Gemarkungen dem Erzbischof von Lyon. In der Folgezeit gehört Pommard verschiedenen Adeligen und Klöstern und wird erst 1789, dem Jahr der Französischen Revolution, aufgeteilt und den Einwohnern zugeteilt.
Der Ort ist reich an alten romanischen Häusern, Weinkellern, Schlössern und Keltereien.

### Bevölkerungsentwicklung
| Jahr                       | 1962 | 1968 | 1975 | 1982 | 1990 | 1999 | 2009 | 2016 |
| -------------------------- | ---- | ---- | ---- | ---- | ---- | ---- | ---- | ---- |
| Einwohner                  | 838  | 840  | 754  | 606  | 552  | 594  | 535  | 523  |
| Quellen: Cassini und INSEE |      |      |      |      |      |      |      |      |

## Weinbaugebiet Pommard
Um ihren Wein besser vermarkten zu können, gründeten örtliche Winzer die Weinbruderschaft Souverain Bailliage de Pommard. Die Ernennungen neuer Mitglieder, Inthronisation genannt, finden im feierlichen Rahmen im Keller der Gemeinde Pommard statt, verbunden mit einem Festessen.
Die Appellation Pommard, (Appellation d’Origine Contrôlée seit dem 11. September 1936) verfügt über 28 Premier-Cru-Lagen. Angebaut werden ausschließlich Rotweine aus der Rebsorte Pinot noir. Der Ertrag ist beim Rotwein für die normale Orts-Appellation auf 40 Hektoliter/Hektar beschränkt. Durch Ausnahmeregelungen darf der Ertrag um maximal 20 % höher liegen. Die durchschnittliche Erntemenge, die auf einer Fläche von 337 Hektar geerntet wird, liegt bei ca. 16.000 hl/Jahr.
Der Mindestalkoholgehalt beträgt 10,5 % für den Rotwein. Im Falle einer künstlichen Anreicherung durch Trockenzucker (Chaptalisation) wird ein maximaler Alkoholgehalt festgelegt, der bei 14 % für Rotwein liegt. Im Falle einer Premier-Cru-Lage liegt der Mindestalkoholgehalt bei 11 %.

### Appellation Pommard Premier Cru
Die Premier-Cru-Lagen (insgesamt 125 Hektar) sind:
Les Arvelets, Les Boucherottes, La Chanière, Les Charmots, La Platière, Les Saussilles, Les Pézerolles, En Largillière, Les Grands Epenots, Clos de Epeneaux, Les Petits Epenots, Le Clos Micot, Les Combes Dessus, Clos de Verger, Clos de La Commaraine, La Refène, Clos Blanc, Le Village, Derrière Saint Jean, Les Rugiens-Bas, Les Rugiens-Hauts, Les Chaponnières, Les Croix Noires, Les Poutures, Les Bertins, Les Fremiers, Les Jarolières und Les Chanlins-Bas.

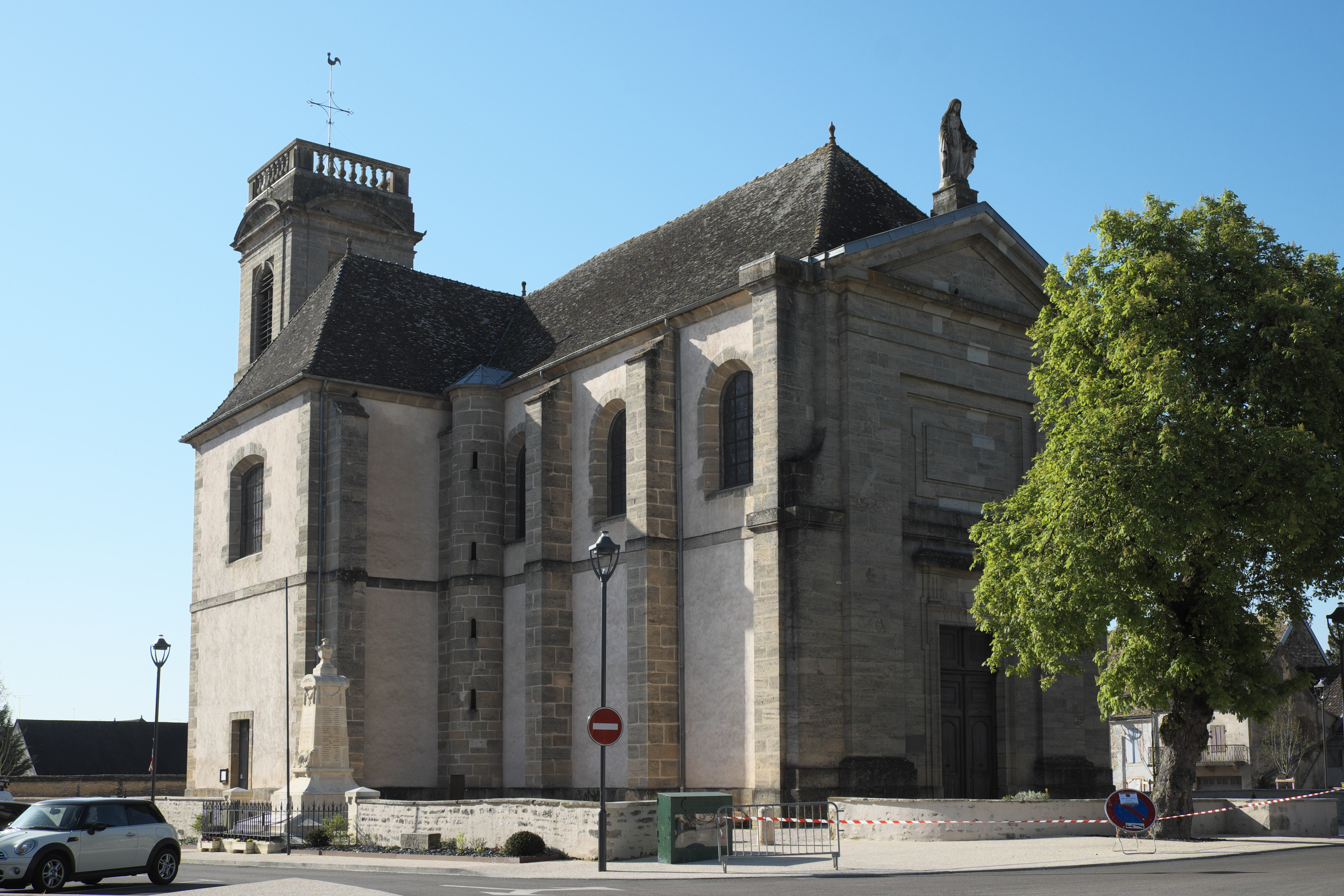
Kirche Sankt Peter und Agnes
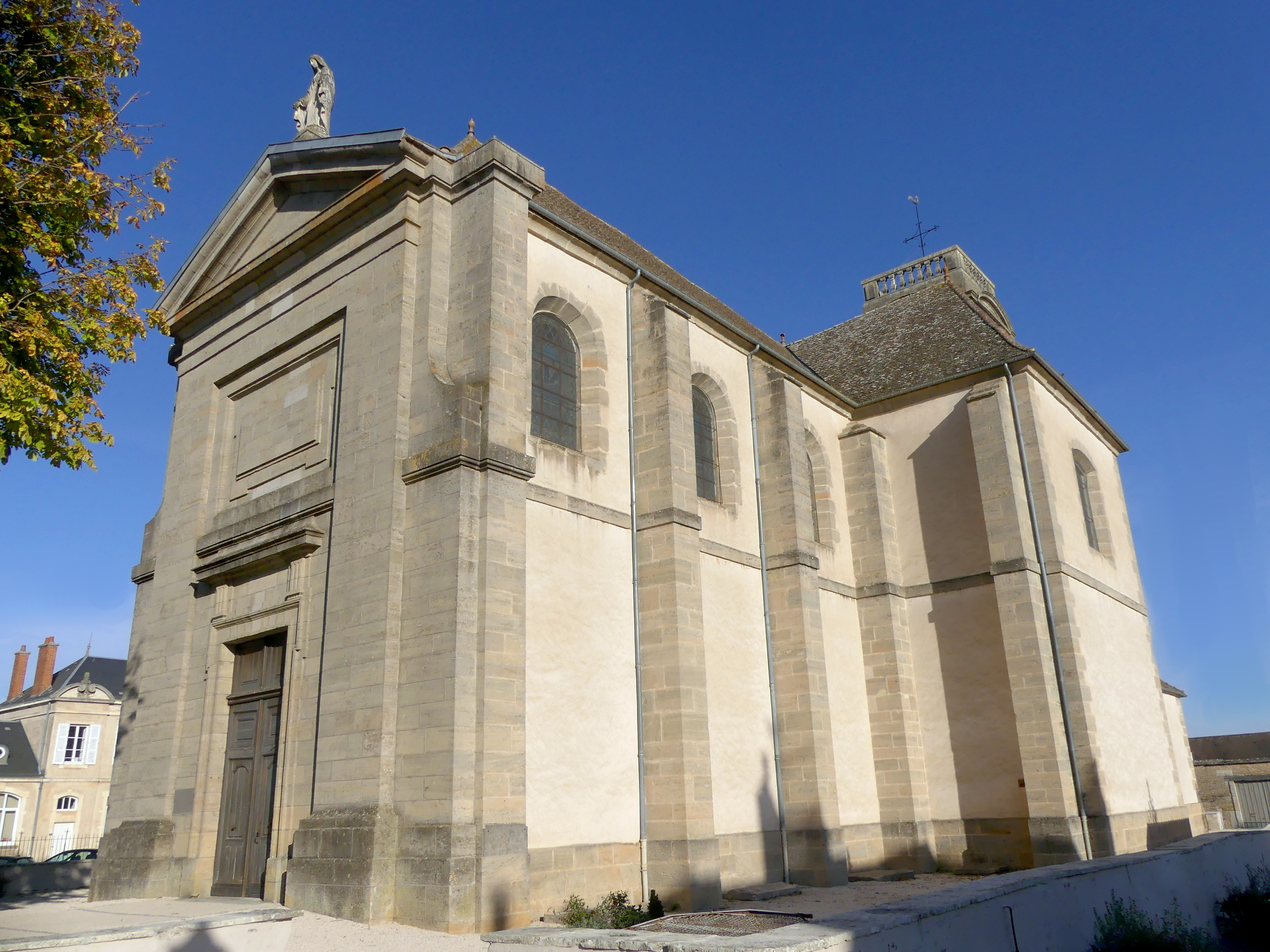
Fassade der Kirche
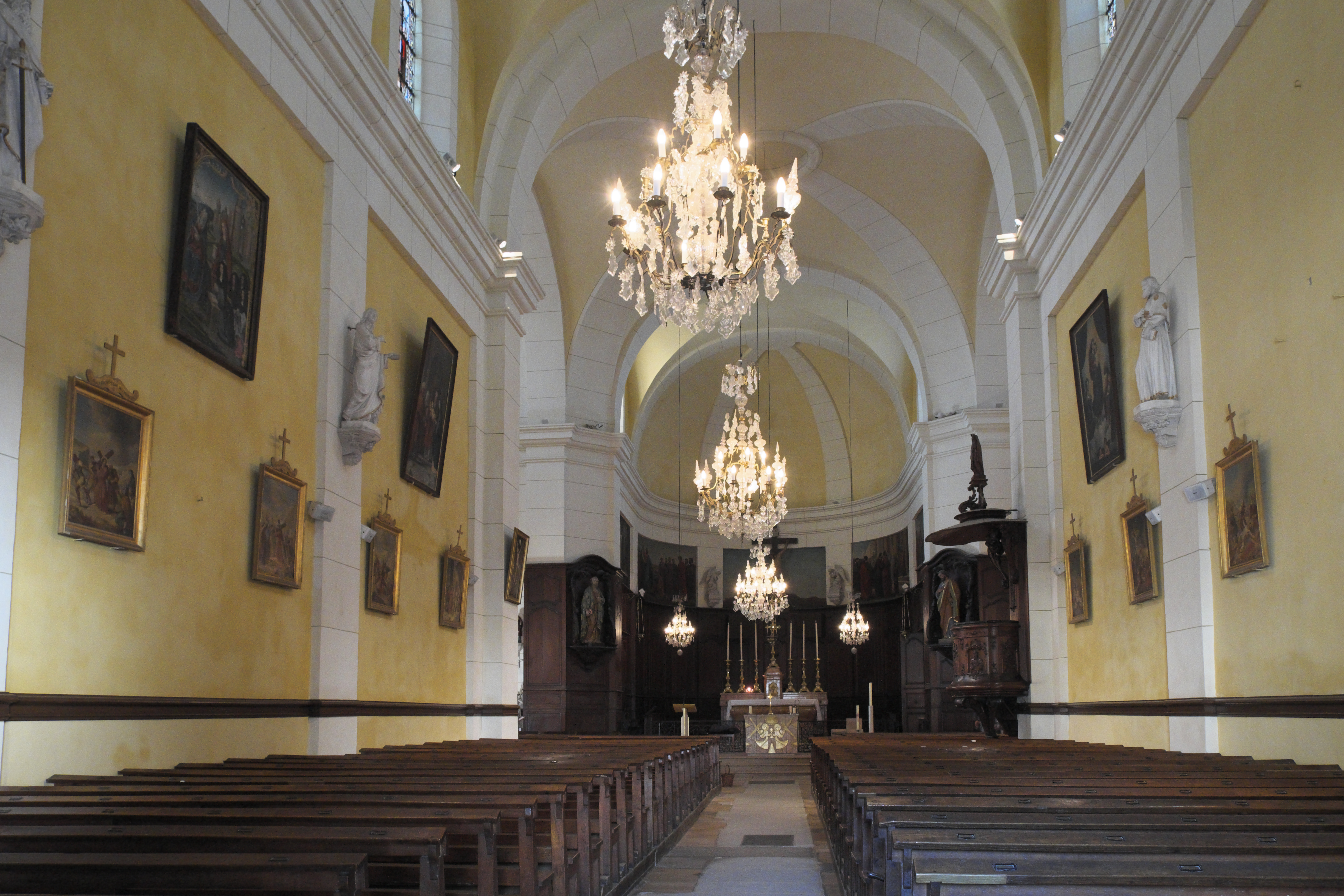
Inneres der Kirche
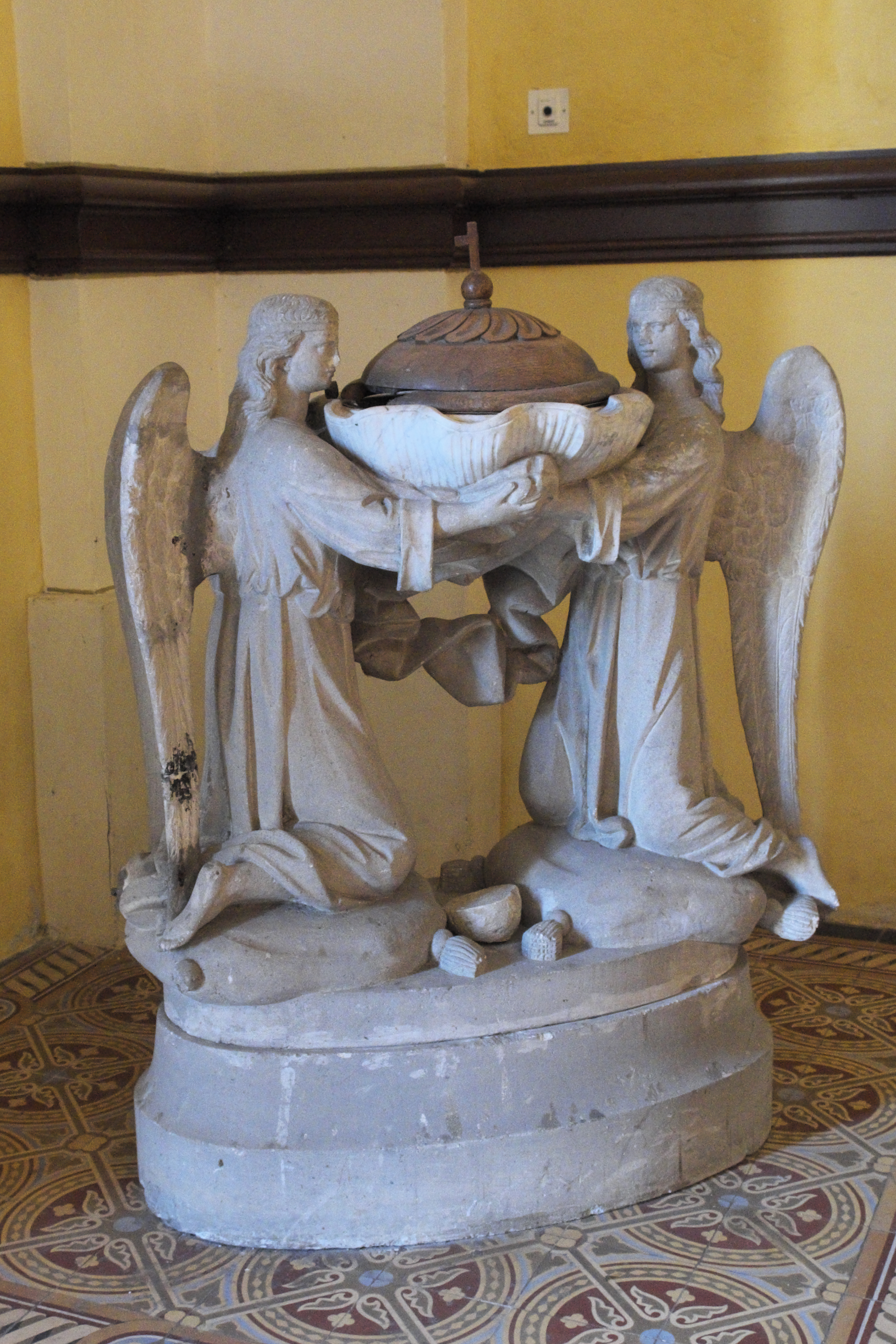
Taufbecken

## Gemeindepartnerschaften
- Francorchamps, Belgien
- Nackenheim in Rheinhessen, Deutschland